# Ustikolina
Ustikolina (en cyrillique : Устиколина) est une localité de Bosnie-Herzégovine. Elle est située dans la municipalité de Foča-Ustikolina, dans le canton du Podrinje bosnien et dans la fédération de Bosnie-et-Herzégovine. Selon les premiers résultats du recensement bosnien de 2013, elle compte 974 habitants.
Ustikolina est le siège de la municipalité de Foča-Ustikolina, créée après la guerre de Bosnie-Herzégovine et à la suite des accords de Dayton (1995). À la hauteur du village, la Kolunska rijeka se jette dans la Drina.

## Histoire
Sur le territoire de la localité se trouvent deux sites remontant au Moyen Âge et inscrits sur la liste des monuments nationaux de Bosnie-Herzégovine : le cimetière de Presjeka et un pont sur la Kožetina.

## Démographie

### Évolution historique de la population
| 1948 | 1953 | 1961 | 1971  | 1981  | 1991  | 2013 |
| ---- | ---- | ---- | ----- | ----- | ----- | ---- |
| -    | -    | 596  | 1 002 | 1 128 | 1 418 | 974  |

|  |

### Communauté locale
En 1991, la communauté locale d'Ustikolina comptait 4 800 habitants, répartis de la manière suivante :